# Grab von Stein

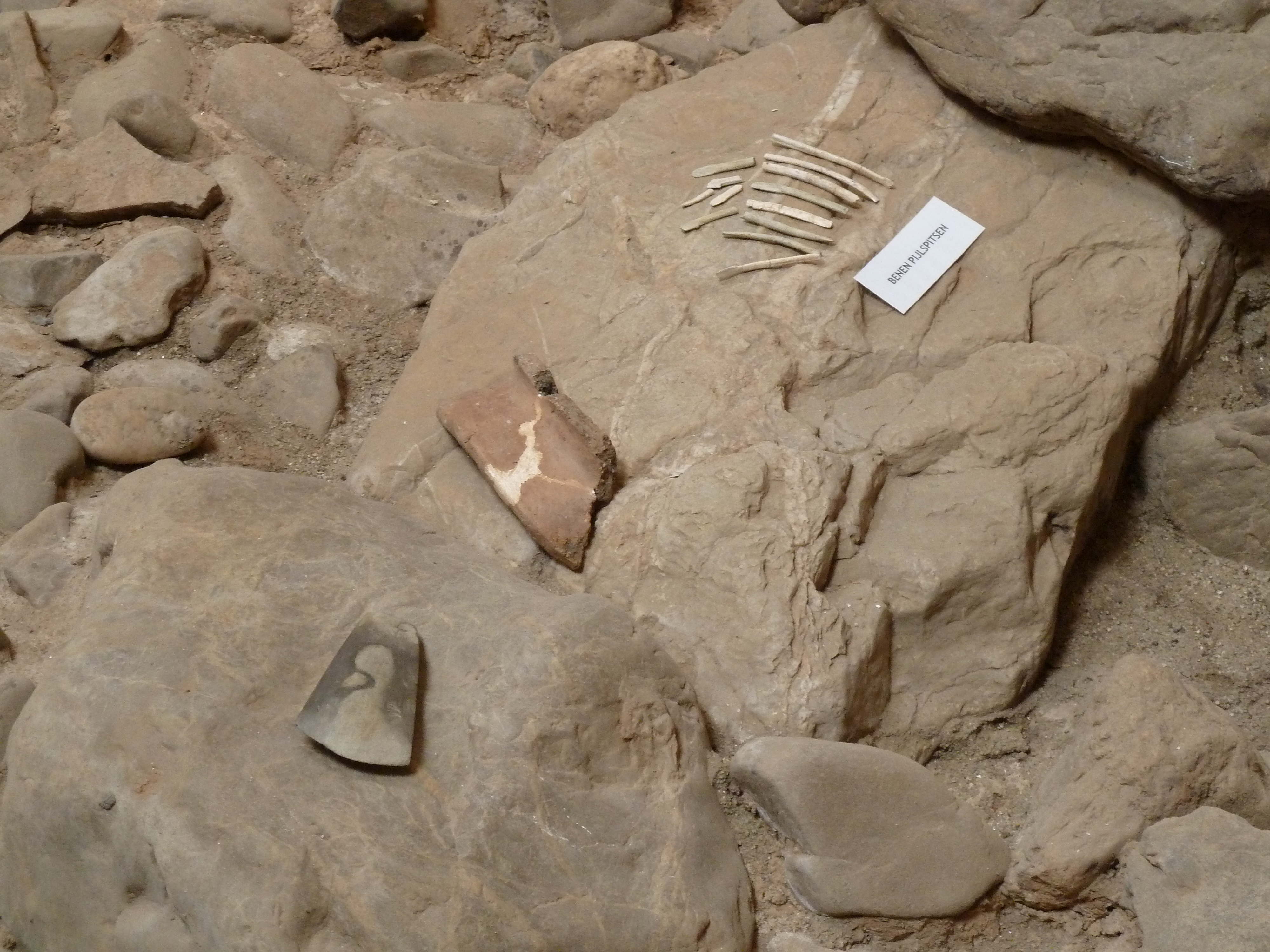
Boden mit Fundstücken

Das neolithische Grab von Stein (niederländisch Grafkelder van Stein, französisch Allée sépulcrale de Stein, englisch Burial chamber of Stein) ist ein Grab unbestimmten Typs der Seine-Oise-Marne-Kultur (S-O-M) in der niederländischen Grenzgemeinde  Stein in der Nähe von Maastricht in der Provinz Limburg an der Grenze zu Belgien. 

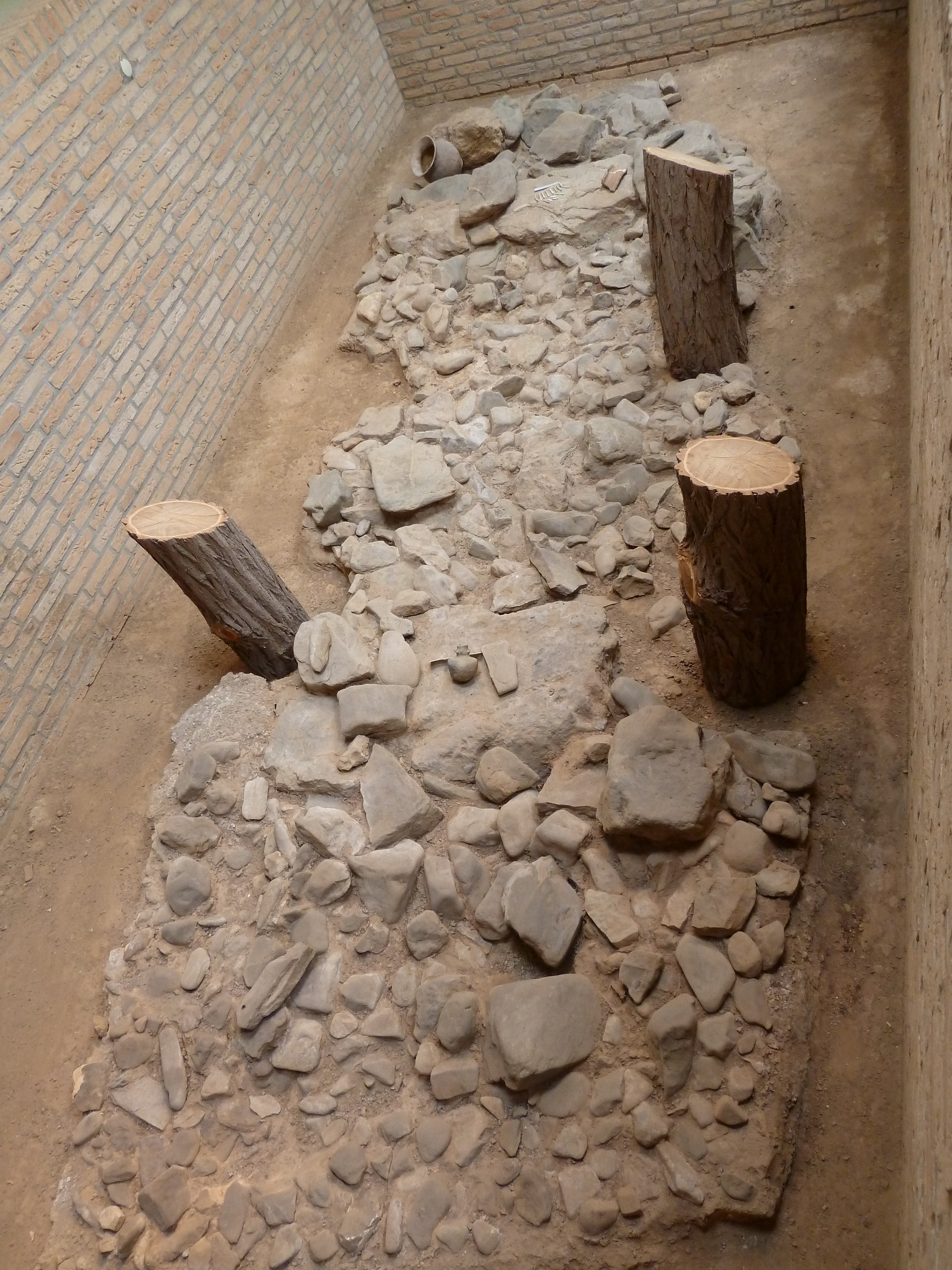
Grab von Stein

Das Grab wurde nach seiner Entdeckung in seiner Gesamtheit vom Museum für Archäologie in Stein überbaut, das sich auf der Hoppenkampstraat befindet, wo das Grab den Mittelabschnitt der Ausstellung bildet. Es besteht aus einer länglichen Grube mit einem Bodenbelag aus großen Steinen, die sorgsam nebeneinander gelegt wurden. Die Seitenwände der Lehmgrube und die Decke bestanden aus Holz. In der Kammer befanden sich vier Holzpfosten.

## Funde
Beim Aufheben des Grabes im Jahre 1963 fanden sich in zwei Haufen der Leichenbrand von etwa 35 Menschen (Kindern und Erwachsenen) sowie Scherben eines großen Topfes und über hundert Pfeilspitzen aus Feuerstein und Knochen und eine geschliffene Axt. Auf der Grundlage der Fragmente des Topfes gehört die Anlage von Stein zur Seine-Oise-Marne-Kultur. Ein Stück Holzkohle produzierte ein C14-Datum um 3000 vor Christus.
In unmittelbarer Nähe sind Spuren der Bandkeramik gefunden worden, die aus einer früheren Periode stammen.

## Kontext
Überwiegend aus Holz gebaute Großsteingräber, wie das von Stein, sind auch in Belgien bekannt, ein Umstand, der durch das Fehlen von geeigneten Ressourcen in der Nähe erklärt werden kann.